# Marjane Satrapi
  Marjane Satrapi    (Rasht County, 22 de novembre de 1969) (en persa: مرجان ساتراپی, Marjān Sātrāpi) és una artista iraniana i francesa, reconeguda internacionalment com a dibuixant de còmics.
Filla d'una família benestant iraniana de tradició política i favorable a la revolució comunista, estudiava al Liceu Francés de Teheran. El 1979 va esclatar la revolució islàmica iraniana que posà fi al règim del Xa de Pèrsia. Satrapi va viure aquests esdeveniments de forma traumàtica: El Liceu fou tancat i es veié en l'obligació de portar vel. Fou enviada pels seus pares a fer l'ensenyament secundari a Viena i més tard emigrà a París, on ingressà en un estudi francès de còmics i començà a dibuixar-ne fins a publicar el 2000 el reeixit Persèpolis, còmic d'autora on narra les seues experiències com a xiqueta, adolescent i finalment com a adulta, durant el convuls període dels anys 80 a l'Iran. Persèpolis ha assolit un èxit inesperat per a un llibre de còmics amb més de 300.000 exemplars venuts i diferents guardons internacionals, i el 2007 ha estat adaptat en una pel·lícula d'animació. L'autora ha vist publicats en català Brodats (2003), Pollastre amb prunes (2009) i El sospir (2011).
També ha il·lustrat contes infantils i ha fet de directora de cinema.
Al 2024 ha obtingut el Premi Princesa d'Astúries de Comunicació i Humanitats.

## Obra publicada
- Persepolis
- # (2000) Tome 1 ISBN 2-84414-058-0
- # (2001) Tome 2 ISBN 2-84414-079-3
- # (2002) Tome 3 ISBN 2-84414-104-8
- # (2003) Tome 4 ISBN 2-84414-137-4
- # (2007) Monovolume ISBN 978-2-84414-240-5

En català (2006) Persèpolis, Norma Editorial, Barcelona, 2006 ISBN 978-84-9814-619-6 / ISBN 978-84-9847-456-5 (tapa dura).
- (2001) Sagesses et malices de la Perse (Savieses i malícies de Pèrsia), amb Lila Ibrahim-Ouali i Bahman Namwar-Motlag, Éditions Albin Michel, París, ISBN 978-2226118721.
- (2001) Les Monstres n'aiment pas la lune (Els monstres no estimen pas la lluna), editorial Nathan, París, ISBN 978-2092820940.
- (2001) Ulysse au pays des fous (L'Ulisses al país dels bojos), amb Jean-Pierre Duffour, editorial Nathan, París, ISBN 978-2092108475.
- (2002) Adjar, editorial Nathan, París, ISBN 978-2092110331.
- (2002 Les premiers jours, amb Eglal Errera, Actes Sud, ISBN 978-2742740703.
- (2003) Broderies, editorial L'Association, París, ISBN 2-84414-095-5. En català (2004) Brodats, Norma Editorial, Barcelona, ISBN 978-84-96370-40-1.
- (2004) Poulet aux prunes, editorial L'Association, París, ISBN 2-84414-159-5. En català (2009) Pollastre amb prunes, Norma Editorial, ISBN 9788467907605.
- (2004) Le Soupir, editorial Bréal Jeunesse, Rosny-sous-Bois ISBN 978-2749503257. En català (2011) El sospir, Norma Editorial, ISBN 9788467905021.

## Filmografia
- 2007 Persèpolis, amb Vincent Paronnaud
- 2011 Pollastre amb prunes, amb Vincent Paronnaud
- 2012 The Gang of the Jotas
- 2014 The Voices
- 2018 Radioactive